# قائمة رؤساء بلدية إسطنبول

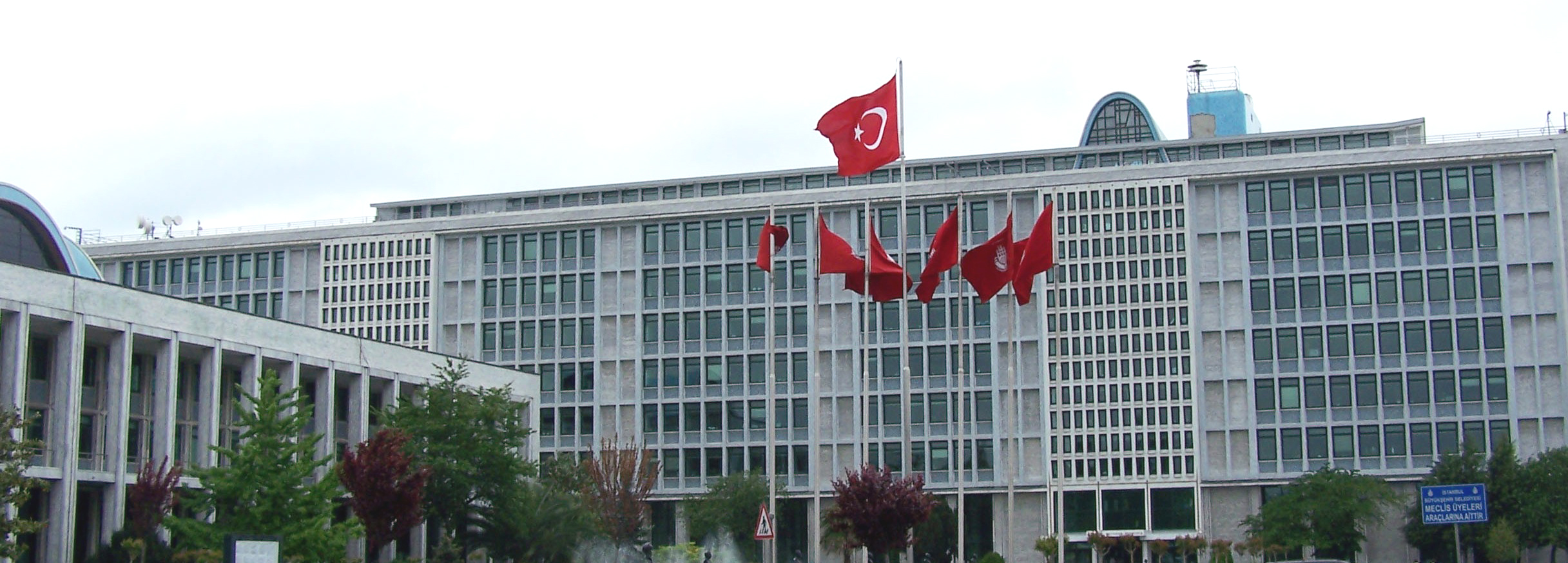

القائمة التالية هي رؤساء بلدية اسطنبول الكبرى منذ عام 1453 - 1858

## مرحلةالجمهورية التركية

### رؤسائ البلدية الحكوميين1923-1960
- 1 حيدر أوغلو أبريل 15, 1923 - يونيو 8, 1924
- 2أمين اركول يونيو 8, 1924 - October 12, 1928
- 3 محي الدين استندا October 14, 1928 - ديسمبر 4, 1938
- 4 لطفي كيردار ديسمبر 8, 1938 - اوكتوبر 16, 1949
- 5 فخر الدين كريم جوكايOctober 24, 1949 - October 26, 1957
- 6 نائب كمال هادملي July 12, 1957 - October 5, 1957 -
- 7 ممتاز تارهان نوفمبر 29, 1957 - May 11, 1958
- 8 إيثيم يتكينر May 14, 1958 - ديسمبر 24, 1958
- 9 كمال ايغون ديسمبر 25, 1958 - May 27, 1960

### فترة الحكم العسكري 1960-1963
- 10 رفيق تولغا May 27, 1960 - يونيو 14, 1960 - General
- 11 شفيق اورنسي يونيو 14, 1960 - سبتمبر24, 1960 General
- 12 رفيق تولغا سبتمبر24, 1960 - فبراير26, 1962 - General
- 13 توران إرتوغ فبراير27, 1962 - مارس 16, 1962
- 14 كادير ألكايمارس 17, 1962 - ديسمبر 30, 1963 - Deputy
- 15 كمران غورغون يونيو 8, 1962 - يونيو 22, 1962
- 16 نيازي آكي يناير 31, 1963 - فبراير28, 1963 - Deputy
- 17 نيجدات ايغور فبراير23, 1963 - ديسمبر 9, 1963

### انتخاب الرئيس (1963-1980)
- 18 حاسيم اسكان 10 ديسمبر 1963 -11 مارس 1968
- 19 فاروق إلغاز 12 مارس 1968 -6 يونيو 1968 - النائب
- 20 فهري عطابي 8 يونيو 1968 - 9 ديسمبر 1973 - حزب العدالة
- 21 أحمد اسفان ديسمبر 14 1973 -11 ديسمبر 1977 - حزب الشعب الجمهوري
- 22 ايتكين كوتيل 14 ديسمبر 1977 - 12 سبتمبر 1980 - حزب الشعب الجمهوري

### فترة الحكم العسكري الثانية 1980-1984
- حقوق عصمت
- إيكميل كوتاي
- عبد الله اليرقات

### بلدية اسطنبول الكبرى(1984 حتى الآن)
في 8 مارس 1984 ، دخل قانون بلدية العاصمة حيز التنفيذ وفي 23 مارس تم إنشاء بلدية اسطنبول الكبرى.
| الرقم | الصورة           | الاسم (ولد- توفي)               | فترة العمل     | فترة العمل     | فترة العمل         | الحزب | الحزب            | ملاحطات |
| الرقم | الصورة           | الاسم (ولد- توفي)               | البدء          | الانتهائ       | المدة              | الحزب | الحزب            | ملاحطات |
| ----- | ---------------- | ------------------------------- | -------------- | -------------- | ------------------ | ----- | ---------------- | --- |
| 26    |                  | Bedrettin Dalan(born 1941)      | 26 مارس 1984   | 28 مارس 1989   | 5 سنوات و2 أيام    |       | ANAP             | |
| 27    |                  | Nurettin Sözen(born 1937)       | 28 مارس 1989   | 27 مارس 1994   | 4 سنوات و364 أيام  |       | SHP              | |
| 28    |                  | Recep Tayyip Erdoğan(born 1954) | 27 مارس 1994   | 6 نوفمبر 1998  | 4 سنوات و224 أيام  |       | RP/FP            | انتخب في انتخابات 1994 [الإنجليزية]. أقيل بعد أن حكم عليه بالسجن لمدة 10 أشهر.                                    |
| 29    |                  | علي مفيد كورتونا ‏(born 1952)    | 12 نوفمبر 1998 | 28 مارس 2004   | 5 سنوات و137 أيام  |       | FP(until 2001)   | انتخب من مجلس المدينة.                                                                                            |
| 29    | مستقل(from 2001) | علي مفيد كورتونا ‏(born 1952)    | 12 نوفمبر 1998 | 28 مارس 2004   | 5 سنوات و137 أيام  |       |                  | انتخب من مجلس المدينة.                                                                                            |
| 30    |                  | قدير طوباش(1945-2021)           | 28 مارس 2004   | 22 سبتمبر 2017 | 13 سنوات و179 أيام |       | AKP              | Re-elected twice (in 2009 and 2014). Resigned at the request of AKP and incumbent President Recep Tayyip Erdoğan. |
| 31    |                  | مولود أويصال(born 1966)         | 22 سبتمبر 2017 | 17 ابريل 2019  | 1 سنة و207 أيام    |       | العدالة والتنمية | انتخب من مجلس المدينة.                                                                                            |
| 32    |                  | أكرم إمام أوغلي(born 1970)      | 17 ابريل 2019  | 6 مايو 2019    | 19 أيام            |       | CHP              | انتخب في انتخابات مارس 2019. ألغى المجلس الأعلى للانتخابات نتائج الانتخابات في 6 مايو 2019.                       |
| —     |                  | علي يرلي كايا(born 1968)مؤقت    | 7 مايو 2019    | 27 يونيو 2019  | 51 أيام            |       | مستقل            | حاكم اسطنبول ‏, appointed as acting mayor.                                                                         |
| (32)  |                  | أكرم إمام أوغلي(born 1970)      | 27 يونيو 2019  | في المنصب      | 5 سنوات و324 أيام  |       | الشعب الجمهوري   | Re-elected in the يونيو 2019 re-run election.                                                                     |